# 山本幸久
山本 幸久（やまもと ゆきひさ、1966年 - ）は、東京都八王子市出身の日本の小説家である。

## 経歴
少年時代は漫画やSFのファンで、中学2年生のときに星新一ショートショート・コンテストに応募して入賞した。中央大学文学部卒業後、内装会社勤務を経て編集プロダクションに勤務し、大手出版社の漫画編集部に出向した。当時はやまだないとなどの担当をしていた。
2002年、妻のすすめで書いた小説「アカコとヒトミと」が世田谷文学賞にて3席を受賞する。その時の作品を原型にして書いた「アカコとヒトミと」（のちに『笑う招き猫』に改題）で、2003年に第16回小説すばる新人賞受賞し作家デビューした。2006年、『笑う招き猫』で第2回酒飲み書店員大賞受賞。

## 作品リスト

### アヒルバスシリーズ
- ある日、アヒルバス（2008年10月 実業之日本社 / 2010年10月 実業之日本社文庫）
- 天晴れアヒルバス（2016年9月 実業之日本社）
  - 【改題】あっぱれアヒルバス（2019年8月 実業之日本社文庫）

### 単著
- 笑う招き猫（2004年1月 集英社 / 2006年1月 集英社文庫）
- はなうた日和（2005年7月 集英社 / 2008年5月 集英社文庫）
- 凸凹デイズ（2005年10月 文藝春秋 / 2009年2月 文春文庫）
- 幸福ロケット（2005年11月 ポプラ社 / 2010年2月 ポプラ文庫）
- 男は敵、女はもっと敵（2006年2月 マガジンハウス / 2009年4月 集英社文庫）
- 美晴さんランナウェイ（2007年4月 集英社 / 2010年3月 集英社文庫）
- 渋谷に里帰り（2007年10月 NHK出版 / 2011年7月 新潮文庫）
- カイシャデイズ（2008年7月 文藝春秋 / 2011年3月 文春文庫）
- シングルベル（2009年6月 朝日新聞出版 / 2012年6月 朝日文庫）
- 床屋さんへちょっと（2009年8月 集英社 / 2012年8月 集英社文庫）
- 愛は苦手（2010年1月 新潮社 / 2012年10月 新潮文庫）
- 失恋延長戦（2010年3月 祥伝社 / 2013年7月 祥伝社文庫）
- ヤングアダルトパパ（2010年4月 角川書店 / 2013年3月 角川文庫）
- パパは今日、運動会（2011年7月 筑摩書房 / 2015年2月 ちくま文庫）
- 寿フォーエバー（2011年8月 河出書房新社 / 2014年9月 河出文庫）
- 一匹羊（2011年10月 光文社 / 2014年5月 光文社文庫）
- GO!GO!アリゲーターズ（2012年4月 集英社 / 2016年12月 集英社文庫）
- 東京ローカルサイキック（2012年9月 徳間書店）
- 展覧会いまだ準備中（2012年12月 中央公論新社 / 2015年12月 中公文庫）
- 幸福トラベラー（2013年2月 ポプラ社 / 2015年9月 ポプラ文庫）
- ジンリキシャングリラ（2014年3月 PHP研究所 / 2017年3月 PHP文芸文庫）
  - 文庫化時に「浅間くんのお父さん」を増補
- 芸者でGO!（2014年7月 実業之日本社 / 2017年6月 実業之日本社文庫）
  - 文庫化時に「お母さん」を増補
- 店長がいっぱい（2014年11月 光文社 / 2017年10月 光文社文庫）
  - 文庫化時に「夜の海」を増補
- 誰がために鐘を鳴らす（2016年2月 KADOKAWA / 2019年3月 角川文庫）
- ウチのセンセーは、今日も失踪中（2018年3月 幻冬舎文庫）
- ふたりみち（2018年3月 KADOKAWA / 2020年11月 角川文庫）
- あたしの拳が吼えるんだ（2020年2月 中央公論新社）
  - 【改題】あたしとママのファイトな日常（2023年1月 中公文庫）
- 神様には負けられない（2020年12月 新潮社 / 2023年9月 新潮文庫）
- 人形姫（2021年12月 PHP研究所 / 2025年1月 PHP文芸文庫）
- 花屋さんが言うことには（2022年3月 ポプラ社 / 2024年3月 ポプラ文庫）
- 大江戸あにまる（2022年9月 集英社文庫）
- おでんオデッセイ（2023年11月 実業之日本社）
- 社員食堂に三つ星を（2024年9月 角川文庫）

### ノベライズ
- エイプリルフールズ（脚本：古沢良太、2015年3月 ポプラ文庫） - 同名映画の小説版
- ミックス。（脚本：古沢良太、2017年10月 ポプラ文庫） - 同名映画の小説版
- コンフィデンスマンJP ロマンス編（脚本：古沢良太、2019年5月 ポプラ文庫） - 同名映画の小説版
- コンフィデンスマンJP プリンセス編（脚本：古沢良太、2020年4月 ポプラ文庫） - 同名映画の小説版
- マイ・ダディ（2021年8月 徳間文庫） - 同名映画の小説版
- コンフィデンスマンJP 英雄編（脚本：古沢良太、2021年12月 ポプラ文庫） - 同名映画の小説版
- あの夜を覚えてる（脚本：小御門優一郎、2023年9月 ポプラ文庫） - オールナイトニッポン55周年記念公演を小説化

### アンソロジー
「」内が山本幸久の作品
- Love or like（2006年7月 祥伝社 / 2008年9月 祥伝社文庫）「ネコ・ノ・デコ」
- 本当のうそ（2007年2月 講談社）「舌のさきで」
- 短編ベストコレクション 現代の小説（2007年6月 徳間文庫）「野和田さん家のツグヲさん」
- 忘れない。贈りものをめぐる十の話（2007年12月 メディアファクトリー）「雪が降る」
- きみが見つける物語 十代のための新名作 切ない話編（2010年2月 角川文庫）「閣下のお出まし」
- Happy Box（2012年3月 PHP研究所 / 2015年11月 PHP文芸文庫）「天使」
- あの日、君と Boys（2012年5月 集英社文庫）「マニアの受難」
  - 【再編集・改題】短編学校（2017年6月 集英社文庫）
- エール！3（2013年10月 実業之日本社文庫）「クール」
- 明日町こんぺいとう商店街 心においしい七つの物語（2020年3月 ポプラ文庫）「おもちゃ屋「うさぎや」
- 猫さえいれば、 たいていのことはうまくいく。（2025年1月 ポプラ文庫）「御後安全靴株式会社社史・飼い猫の項」

### 雑誌掲載短編
- 1999年のヒトミ（『小説すばる』2017年5月号 集英社）- 『笑う招き猫』特別読切

## 映像化作品

### 映画
- 笑う招き猫（2017年4月29日公開、配給：DLE、監督：飯塚健、主演：清水富美加・松井玲奈）[5]

### テレビドラマ
- ある日、アヒルバス（2015年7月5日 - 8月23日、全8話、NHK BSプレミアム、主演：藤原紀香）[6]
- 笑う招き猫（2017年3月19日 - 4月17日、全4話、毎日放送・TBS系、主演：清水富美加・松井玲奈）[5]